# Laureados com o Nobel da Paz

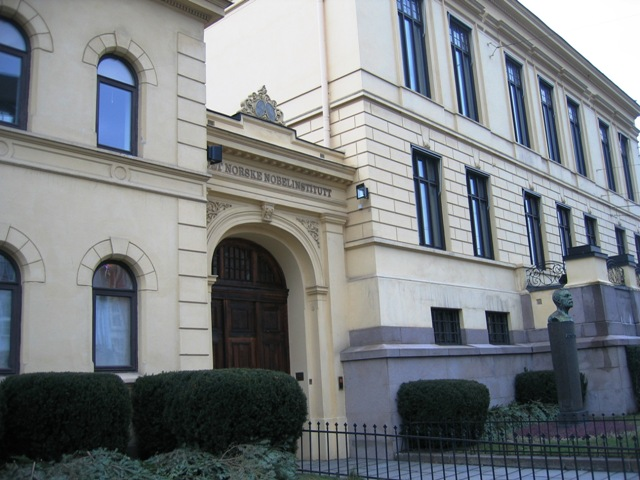
O Instituto Nobel Norueguês auxilia o Comitê Nobel Norueguês na seleção dos vencedores do Prêmio Nobel da Paz e na organização da premiação anual em Oslo.

O Prêmio Nobel da Paz (em norueguês: Nobels fredspris) é concedido anualmente pelo Comitê Nobel Norueguês "para a pessoa que tenha feito o maior ou o melhor trabalho pela fraternidade entre nações, pela abolição ou redução dos exércitos permanentes e pela manutenção e promoção de congressos de paz". É um dos cinco Prêmios Nobel criados em razão do desejo expresso pelo testamento de Alfred Nobel em 1895, atribuídos por contribuições destacáveis em química, física, literatura, paz, e fisiologia ou medicina. Como escrito no testamento, o prêmio é gerido pelo Comitê Nobel Norueguês e concedido por um comitê de cinco pessoas eleitas pelo Parlamento da Noruega. O primeiro Prêmio Nobel da Paz foi concedido em 1901 ao francês Frédéric Passy e ao suíço Henry Dunant; a premiação mais recente laureou Narges Mohammadi, em 2023. Cada premiado recebe uma medalha, um diploma e uma quantia monetária de valor variado ao longo dos anos. Em 1901, Passy e Dunant dividiram o prêmio de 150 782 SEK, o equivalente a 8 823 637,78 SEK em janeiro de 2018, enquanto que o laureado de 2017 recebeu a quantia de 8 000 000 SEK. O Nobel da Paz é apresentado anualmente em Oslo, na presença do Rei da Noruega, no dia 10 de dezembro, aniversário da morte de Alfred Nobel, e é o único Prêmio Nobel que não é apresentado em Estocolmo.
Diferentemente dos outros prêmios, o Nobel da Paz é por vezes concedido a uma instituição em vez de um ou mais indivíduos. Até 2024, o Nobel da Paz foi concedido a 111 indivíduos e 28 organizações. Dezenove mulheres ganharam o Prêmio Nobel da Paz, mais do que qualquer outro Prêmio Nobel. Apenas dois destinatários ganharam múltiplas vezes: o Comitê Internacional da Cruz Vermelha ganhou três vezes (1917, 1944 e 1963 – o único destinatário que foi laureado três vezes em qualquer prêmio Nobel) e o Alto Comissariado das Nações Unidas para os Refugiados ganhou duas vezes (1954 e 1981). Lê Đức Thọ é a única pessoa que se recusou a aceitar o Prêmio Nobel da Paz.
O prêmio é considerado o mais controverso dos Nobel, com diversas de suas escolhas sendo alvo de críticas. Apesar de ter sido indicado cinco vezes, Mahatma Gandhi jamais ganhou. Após o seu assassinato em 1948, o Comitê considerou premiá-lo postumamente, porém decidiu por não fazê-lo e, em vez disso, não atribuiu o Prêmio naquele ano, justificando que "não havia candidato vivo apropriado". Em 1961, Dag Hammarskjöld, que havia morrido após sua nomeação, porém muitos meses antes do anúncio, tornou-se o único laureado a ser reconhecido postumamente; posteriormente, as regras do Prêmio foram modificadas para impossibilitar futuras premiações póstumas. Em 1973, Lê Đức Thọ recusou a honraria, explicando que "ele não estava em condições de aceitar o Prêmio, citando a situação do Vietnã como razão para tal". Linus Pauling, laureado em 1962, é a única pessoa a ter vencido o Nobel duas vezes como único premiado; ele ganhara o Nobel de Química de 1954. Aos 17 anos de idade, Malala Yousafzai, vencedora do Nobel da Paz de 2014, é a pessoa mais jovem a receber tal distinção.

## Lista dos laureados
1901 • 1910 • 1920 • 1930 • 1940 • 1950 • 1960 • 1970 • 1980 • 1990 • 2000 • 2010 • 2020
| Ano  | Laureado (Nascimento/Fundação–Falecimento/Término)           | Laureado (Nascimento/Fundação–Falecimento/Término)                         | País                                                         | Citação |                                                              |
| ---- | ------------------------------------------------------------ | -------------------------------------------------------------------------- | ------------------------------------------------------------ | --- | ------------------------------------------------------------ |
| 1901 |                                                              | Henri Dunant (1828–1910)                                                   | Suíça                                                        | Pelo seu papel na fundação do Comitê Internacional da Cruz Vermelha |                                                              |
| 1901 |                                                              | Frédéric Passy (1822–1912)                                                 | França                                                       | "[Por] ser um dos principais fundadores da União Interparlamentar e também o principal organizador do primeiro Congresso Universal de Paz" |                                                              |
| 1902 |                                                              | Élie Ducommun (1833–1906)                                                  | Suíça                                                        | "[Por seu papel como] primeiro secretário honorário do Gabinete Internacional Permanente para a Paz" |                                                              |
| 1902 |                                                              | Charles Albert Gobat (1843–1914)                                           | Suíça                                                        | "[Por seu papel como] primeiro Secretário Geral da União Interparlamentar" |                                                              |
| 1903 |                                                              | William Randal Cremer (1828–1908)                                          | Reino Unido                                                  | "[Por seu papel como] o 'primeiro pai' da União Interparlamentar" |                                                              |
| 1904 |                                                              | Instituto de Direito Internacional (1873–)                                 | Bélgica                                                      | " Por seus esforços como órgão não oficial para formular os princípios gerais da ciência do direito internacional" |                                                              |
| 1905 |                                                              | Bertha von Suttner (1843–1914)                                             | Áustria-Hungria                                              | Por ter escrito Abaixo as Armas! e ter contribuído para a criação do Prêmio |                                                              |
| 1906 |                                                              | Theodore Roosevelt (1858–1919)                                             | Estados Unidos                                               | "[Por] sua mediação exitosa para o fim da Guerra Russo-Japonesa e por seu interesse em arbitragem, tendo fornecido ao Tribunal Permanente de Arbitragem seu primeiro caso" |                                                              |
| 1907 |                                                              | Ernesto Teodoro Moneta (1833–1918)                                         | Itália                                                       | "[Por seu trabalho como] líder principal do movimento pacifista italiano" |                                                              |
| 1907 |                                                              | Louis Renault (1843–1918)                                                  | França                                                       | "[Por seu trabalho como] importante jurista internacional francês e membro do Tribunal Permanente de Arbitragem" |                                                              |
| 1908 |                                                              | Klas Pontus Arnoldson (1844–1916)                                          | Suécia                                                       | "[Por seu trabalho como] fundador da Sociedade Sueca para a Paz e a Arbitragem" |                                                              |
| 1908 |                                                              | Fredrik Bajer (1837–1922)                                                  | Dinamarca                                                    | "[Por ser] o principal defensor da paz na Escandinávia, conciliando seu trabalho na União Interparlamentar com a presidência do Gabinete Internacional Permanente para a Paz" |                                                              |
| 1909 |                                                              | Auguste Beernaert (1829–1919)                                              | Bélgica                                                      | "[Por ser] membro do Tribunal Permanente de Arbitragem e uma figura central da União Interparlamentar" |                                                              |
| 1909 |                                                              | Estournelles de Constant (1852–1924)                                       | França                                                       | "[Por] combinar seu trabalho diplomático pela conciliação franco-alemã e franco-britânica com uma carreira destacável na arbitragem internacional" |                                                              |
| 1910 |                                                              | Gabinete Internacional Permanente para a Paz (1891–)                       | Suíça                                                        | "[Por atuar] como uma ligação entre as sociedades de paz e vários países" |                                                              |
| 1911 |                                                              | Tobias Asser (1838–1913)                                                   | Países Baixos                                                | "[Por ser] membro do Tribunal Permanente de Arbitragem, bem como o fundador das Conferências sobre Direito Privado Internacional" |                                                              |
| 1911 |                                                              | Alfred Fried (1864–1921)                                                   | Áustria-Hungria                                              | "[Por seu trabalho como] fundador da Sociedade Alemã pela Paz |                                                              |
| 1912 |                                                              | Elihu Root (1845–1937)                                                     | Estados Unidos                                               | "[P]or seu grande interesse em arbitragem internacional e por sua idealização de uma corte mundial" |                                                              |
| 1913 |                                                              | Henri La Fontaine (1854–1943)                                              | Bélgica                                                      | "[Por seu trabalho como] presidente do Gabinete Internacional Permanente para a Paz" |                                                              |
| 1914 | O prêmio não foi atribuído devido à Primeira Guerra Mundial. | O prêmio não foi atribuído devido à Primeira Guerra Mundial.               | O prêmio não foi atribuído devido à Primeira Guerra Mundial. | O prêmio não foi atribuído devido à Primeira Guerra Mundial. | O prêmio não foi atribuído devido à Primeira Guerra Mundial. |
| 1915 | O prêmio não foi atribuído devido à Primeira Guerra Mundial. | O prêmio não foi atribuído devido à Primeira Guerra Mundial.               | O prêmio não foi atribuído devido à Primeira Guerra Mundial. | O prêmio não foi atribuído devido à Primeira Guerra Mundial. | O prêmio não foi atribuído devido à Primeira Guerra Mundial. |
| 1916 | O prêmio não foi atribuído devido à Primeira Guerra Mundial. | O prêmio não foi atribuído devido à Primeira Guerra Mundial.               | O prêmio não foi atribuído devido à Primeira Guerra Mundial. | O prêmio não foi atribuído devido à Primeira Guerra Mundial. | O prêmio não foi atribuído devido à Primeira Guerra Mundial. |
| 1917 |                                                              | Comitê Internacional da Cruz Vermelha (1863–)                              | Suíça                                                        | "[Por assumir] a enorme tarefa de tentar proteger os direitos dos muitos prisioneiros de guerra de todos os lados [da Primeira Guerra Mundial], incluindo seus direitos de estabelecer contato com suas famílias" |                                                              |
| 1918 | O prêmio não foi atribuído devido à Primeira Guerra Mundial. | O prêmio não foi atribuído devido à Primeira Guerra Mundial.               | O prêmio não foi atribuído devido à Primeira Guerra Mundial. | O prêmio não foi atribuído devido à Primeira Guerra Mundial. | O prêmio não foi atribuído devido à Primeira Guerra Mundial. |
| 1919 |                                                              | Woodrow Wilson (1856–1924)                                                 | Estados Unidos                                               | "[P]or seu papel crucial na criação da Liga das Nações" |                                                              |
| 1920 |                                                              | Léon Bourgeois (1851–1925)                                                 | França                                                       | "[Por sua participação] em ambas as Convenções da Haia de 1899 e 1907" e por seu trabalho para o "que tornou-se a Liga das Nações, a tal ponto que era frequentemente chamado de seu 'pai espiritual'" |                                                              |
| 1921 |                                                              | Hjalmar Branting (1860–1925)                                               | Suécia                                                       | "[P]or seu trabalho na Liga das Nações" |                                                              |
| 1921 |                                                              | Christian Lange (1869–1938)                                                | Noruega                                                      | "[Por seu trabalho como] primeiro-secretário do Comitê Nobel Norueguês" e "secretário-geral da União Interparlamentar" |                                                              |
| 1922 |                                                              | Fridtjof Nansen (1861–1930)                                                | Noruega                                                      | "[Por] seu trabalho no auxílio a milhões de pessoas na Rússia lutando contra a fome" e "seu trabalho pelos refugiados na Ásia Menor e Trácia" |                                                              |
| 1923 | O prêmio não foi atribuído.                                  | O prêmio não foi atribuído.                                                | O prêmio não foi atribuído.                                  | O prêmio não foi atribuído. | O prêmio não foi atribuído.                                  |
| 1924 | O prêmio não foi atribuído.                                  | O prêmio não foi atribuído.                                                | O prêmio não foi atribuído.                                  | O prêmio não foi atribuído. | O prêmio não foi atribuído.                                  |
| 1925 |                                                              | Sir Austen Chamberlain (1863–1937)                                         | Reino Unido                                                  | Por seu trabalho nos Tratados de Locarno |                                                              |
| 1925 |                                                              | Charles G. Dawes (1865–1951)                                               | Estados Unidos                                               | "[P]or [seu trabalho no] Plano Dawes para reparações alemães, que foi visto como tendo proporcionado a base econômica do Pacto de Locarno de 1925" |                                                              |
| 1926 |                                                              | Aristide Briand (1862–1932)                                                | França                                                       | Por seu trabalho nos Tratados de Locarno |                                                              |
| 1926 |                                                              | Gustav Stresemann (1878–1929)                                              | Alemanha                                                     | Por seu trabalho nos Tratados de Locarno |                                                              |
| 1927 |                                                              | Ferdinand Buisson (1841–1932)                                              | França                                                       | "[Por] suas contribuições pela reconciliação popular franco-alemã" |                                                              |
| 1927 |                                                              | Ludwig Quidde (1858–1941)                                                  | Alemanha                                                     | "[Por] suas contribuições pela reconciliação popular franco-alemã" |                                                              |
| 1928 | O prêmio não foi atribuído.                                  | O prêmio não foi atribuído.                                                | O prêmio não foi atribuído.                                  | O prêmio não foi atribuído. | O prêmio não foi atribuído.                                  |
| 1929 |                                                              | Frank B. Kellogg (1856–1937)                                               | Estados Unidos                                               | "[P]elo Pacto Kellogg-Briand, cujos signatários concordam em resolver todos os conflitos por meios pacíficos e renunciar a guerra como um instrumento de política nacional" |                                                              |
| 1930 |                                                              | Nathan Söderblom (1866–1931)                                               | Suécia                                                       | "[P]or seus esforços em envolver as igrejas não apenas no trabalho pela unidade ecumênica, mas também para a paz mundial" |                                                              |
| 1931 |                                                              | Jane Addams (1860–1935)                                                    | Estados Unidos                                               | "[P]or seu trabalho de reforma social" e por "liderar a Liga Internacional de Mulheres pela Paz e Liberdade" |                                                              |
| 1931 |                                                              | Nicholas Murray Butler (1862–1947)                                         | Estados Unidos                                               | "[Pela promoção] do Pacto Briand-Kellogg" |                                                              |
| 1932 | O prêmio não foi atribuído.                                  | O prêmio não foi atribuído.                                                | O prêmio não foi atribuído.                                  | O prêmio não foi atribuído. | O prêmio não foi atribuído.                                  |
| 1933 |                                                              | Norman Angell (1872–1962)                                                  | Reino Unido                                                  | Por ter escrito A Grande Ilusão e por ser um "apoiador da Liga das Nações, bem como um influente jornalista [e] educador pela paz em geral" |                                                              |
| 1934 |                                                              | Arthur Henderson (1863–1935)                                               | Reino Unido                                                  | "[P]or se trabalho na Liga [das Nações], particularmente por seus esforços pelo desarmamento" |                                                              |
| 1935 |                                                              | Carl von Ossietzky (1889–1938)                                             | Alemanha                                                     | "[Por seus] esforços contra o rearmamento alemão" |                                                              |
| 1936 |                                                              | Carlos Saavedra Lamas (1878–1959)                                          | Argentina                                                    | "[P]or sua mediação pelo fim da Guerra do Chaco entre o Paraguai e a Bolívia" |                                                              |
| 1937 |                                                              | Robert Cecil, 1º Visconde Cecil de Chelwood (1864–1958)                    | Reino Unido                                                  | Por seu trabalho com a Liga das Nações |                                                              |
| 1938 |                                                              | Comitê Internacional Nansen para os Refugiados (1930–1939)                 | Planeta Terra (Liga das Nações)                              | Por seu trabalho no auxílio a refugiados |                                                              |
| 1939 | O prêmio não foi atribuído devido à Segunda Guerra Mundial.  | O prêmio não foi atribuído devido à Segunda Guerra Mundial.                | O prêmio não foi atribuído devido à Segunda Guerra Mundial.  | O prêmio não foi atribuído devido à Segunda Guerra Mundial. | O prêmio não foi atribuído devido à Segunda Guerra Mundial.  |
| 1940 | O prêmio não foi atribuído devido à Segunda Guerra Mundial.  | O prêmio não foi atribuído devido à Segunda Guerra Mundial.                | O prêmio não foi atribuído devido à Segunda Guerra Mundial.  | O prêmio não foi atribuído devido à Segunda Guerra Mundial. | O prêmio não foi atribuído devido à Segunda Guerra Mundial.  |
| 1941 | O prêmio não foi atribuído devido à Segunda Guerra Mundial.  | O prêmio não foi atribuído devido à Segunda Guerra Mundial.                | O prêmio não foi atribuído devido à Segunda Guerra Mundial.  | O prêmio não foi atribuído devido à Segunda Guerra Mundial. | O prêmio não foi atribuído devido à Segunda Guerra Mundial.  |
| 1942 | O prêmio não foi atribuído devido à Segunda Guerra Mundial.  | O prêmio não foi atribuído devido à Segunda Guerra Mundial.                | O prêmio não foi atribuído devido à Segunda Guerra Mundial.  | O prêmio não foi atribuído devido à Segunda Guerra Mundial. | O prêmio não foi atribuído devido à Segunda Guerra Mundial.  |
| 1943 | O prêmio não foi atribuído devido à Segunda Guerra Mundial.  | O prêmio não foi atribuído devido à Segunda Guerra Mundial.                | O prêmio não foi atribuído devido à Segunda Guerra Mundial.  | O prêmio não foi atribuído devido à Segunda Guerra Mundial. | O prêmio não foi atribuído devido à Segunda Guerra Mundial.  |
| 1944 |                                                              | Comitê Internacional da Cruz Vermelha (1863–)                              | Suíça                                                        | "[P]elo grande trabalho que fez durante a guerra em nome da humanidade" |                                                              |
| 1945 |                                                              | Cordell Hull (1871–1955)                                                   | Estados Unidos                                               | "[Por] seus esforços para criar um bloco de estados de paz nos continentes americanos e seu trabalho para a Organização das Nações Unidas" |                                                              |
| 1946 |                                                              | Emily Greene Balch (1867–1961)                                             | Estados Unidos                                               | "Ex-professora de História e Sociologia; Presidente internacional honorária, Liga Internacional de Mulheres pela Paz e Liberdade" |                                                              |
| 1946 |                                                              | John Raleigh Mott (1865–1955)                                              | Estados Unidos                                               | "Presidente, Conselho Missionário Internacional; Presidente, Aliança Mundial das Associações Cristãs de Moços" |                                                              |
| 1947 |                                                              | Conselho da Sociedade dos Amigos (1827–)                                   | EUA e Reino Unido                                            | "[Por sua] compaixão para com os outros e seu desejo de ajudá-los" |                                                              |
| 1947 | Comitê Americano da Sociedade dos Amigos (1917–)             | Estados Unidos                                                             |                                                              | "[Por sua] compaixão para com os outros e seu desejo de ajudá-los" |                                                              |
| 1948 | O prêmio não foi atribuído.                                  | O prêmio não foi atribuído.                                                | O prêmio não foi atribuído.                                  | O prêmio não foi atribuído. |                                                              |
| 1949 |                                                              | John Boyd Orr, 1º Barão Boyd Orr (1880–1971)                               | Reino Unido                                                  | "Médico; Político alimentar; proeminente organizador e diretor, Organização das Nações Unidas para a Alimentação e a Agricultura; Presidente, Conselho de Paz Nacional e das Organizações de Paz do Mundo" |                                                              |
| 1950 |                                                              | Ralph Bunche (1904–1971)                                                   | Estados Unidos                                               | "Professor, Universidade Harvard Cambridge, MA; Diretor, divisão de Tutela, ONU.; Mediator na Palestina, 1948" |                                                              |
| 1951 |                                                              | Léon Jouhaux (1879–1954)                                                   | França                                                       | "Presidente do Comitê Internacional do Conselho Europeu, vice-presidente da Confederação Internacional de Sindicatos Livres, vice-presidente da Federação Sindical Mundial, membro do Conselho da OIT, delegado junto das Nações Unidas" |                                                              |
| 1952 |                                                              | Albert Schweitzer (1975–1965)                                              | França                                                       | "Cirurgião missionário; Fundador do Lambaréné (République de Gabon)" |                                                              |
| 1953 |                                                              | George Marshall (1980–1959)                                                | Estados Unidos                                               | "Presidente da Cruz Vermelha Americana; Ex-Secretário de Estado e de Defesa; Delegado ONU; Criador d[o] 'Plano Marshall'" |                                                              |
| 1954 |                                                              | Gabinete do Alto Comissariado das Nações Unidas para os Refugiados (1951–) | Planeta Terra (Nações Unidas)                                | "Uma organização internacional de assistência fundada pela ONU em 1951" |                                                              |
| 1955 | O prêmio não foi atribuído.                                  | O prêmio não foi atribuído.                                                | O prêmio não foi atribuído.                                  | O prêmio não foi atribuído. |                                                              |
| 1956 | O prêmio não foi atribuído.                                  | O prêmio não foi atribuído.                                                | O prêmio não foi atribuído.                                  | O prêmio não foi atribuído. |                                                              |
| 1957 |                                                              | Lester B. Pearson (1897–1972)                                              | Canadá                                                       | "Ex-secretário de Estado para Assuntos Externos do Canadá; ex-presidente da 7ª Seção da Assembleia Geral das Nações Unidas"; "por seu papel no fim do conflito de Suez e na tentativa de resolver a questão do Oriente Médio por meio das Nações Unidas." |                                                              |
| 1958 |                                                              | Dominique Pire (1910–1969)                                                 | Bélgica                                                      | "Padre na Ordem Dominicana; Líder da organização de ajuda a refugiados L'Europe du Coeur au Service du Monde" |                                                              |
| 1959 |                                                              | Philip Noel-Baker (1889–1982)                                              | Reino Unido                                                  | "Membro do Parlamento; ativista ardente por toda sua vida pela paz e cooperação internacionais" |                                                              |
| 1960 |                                                              | Albert Lutuli (1898–1967)                                                  | África do Sul ·                                              | "Presidente do Congresso Nacional Africano," "esteve na vanguarda da luta contra o apartheid na África do Sul." |                                                              |
| 1961 |                                                              | Dag Hammarskjöld (1905–1961)                                               | Suécia                                                       | "Secretário-Geral da ONU," premiado "por ter fortalecido a organização." |                                                              |
| 1962 |                                                              | Linus Pauling (1901–1994)                                                  | Estados Unidos                                               | "Por sua campanha contra testes com armas nucleares." |                                                              |
| 1963 |                                                              | Comitê Internacional da Cruz Vermelha (1863–)                              | Suíça                                                        | Por seu trabalho na proteção dos direitos humanos nos 100 anos de existência do CICV. |                                                              |
| 1963 | Liga das Sociedades da Cruz Vermelha (1919–)                 |                                                                            | Suíça                                                        | Por seu trabalho na proteção dos direitos humanos nos 100 anos de existência do CICV. |                                                              |
| 1964 |                                                              | Martin Luther King Jr. (1929–1968)                                         | Estados Unidos                                               | Ativista pelos direitos civis, "primeira pessoa do mundo ocidental a ter nos mostrado que uma luta pode ser travada sem violência." King ocupou seu tempo trabalhando em várias áreas do movimento dos direitos civis; da educação igualitária à privação econômica das minorias. King também organizou a Marcha sobre Washington, quando proferiu seu famoso "Discurso Eu Tenho um Sonho" |                                                              |
| 1965 |                                                              | Fundo das Nações Unidas para a Infância (1946–)                            | Planeta Terra (Nações Unidas)                                | "Uma organização internacional de ajuda." |                                                              |
| 1966 | O prêmio não foi atribuído.                                  | O prêmio não foi atribuído.                                                | O prêmio não foi atribuído.                                  | O prêmio não foi atribuído. |                                                              |
| 1967 | O prêmio não foi atribuído.                                  | O prêmio não foi atribuído.                                                | O prêmio não foi atribuído.                                  | O prêmio não foi atribuído. |                                                              |
| 1968 |                                                              | René Cassin (1887–1976)                                                    | França                                                       | "Presidente do Tribunal Europeu dos Direitos Humanos" |                                                              |
| 1969 |                                                              | Organização Internacional do Trabalho (1919–)                              | Planeta Terra (Nações Unidas)                                | "[Pelo] princípio de que a paz deve ser baseada na justiça social." |                                                              |
| 1970 |                                                              | Norman Borlaug (1914–2009)                                                 | Estados Unidos                                               | "Centro Internacional de Melhoramento de Milho e Trigo;" "por suas contribuições à "revolução verde" que tinha muito impacto na produção de alimentos, particularmente na Ásia e América Latina." |                                                              |
| 1971 |                                                              | Willy Brandt (1913–1992)                                                   | Alemanha Ocidental                                           | "Chanceler da República Federal da Alemanha; pela Ostpolitik da Alemanha Ocidental" |                                                              |
| 1972 | O prêmio não foi atribuído.                                  | O prêmio não foi atribuído.                                                | O prêmio não foi atribuído.                                  | O prêmio não foi atribuído. |                                                              |
| 1973 |                                                              | Henry Kissinger (1923–2023)                                                | Estados Unidos ·                                             | "Pelo acordo de Paris de 1973, cuja intenção era um cessar-fogo na guerra do Vietnã e a retirada das tropas americanas" |                                                              |
| 1973 |                                                              | Lê Đức Thọ (1911–1990)                                                     | Vietnã do Norte                                              | "Pelo acordo de Paris de 1973, cuja intenção era um cessar-fogo na guerra do Vietnã e a retirada das tropas americanas" |                                                              |
| 1974 |                                                              | Seán MacBride (1904–1988)                                                  | Irlanda ·                                                    | "Presidente do Gabinete Internacional Permanente para a Paz; Presidente da Comissão [das Nações Unidas] para a Namíbia." "Por seu forte interesse pelos direitos humanos: liderando a Convenção Europeia dos Direitos Humanos por meio do Conselho da Europa, ajudando a fundar e liderar a Anistia Internacional e servindo como secretário-geral da Comissão Internacional de Juristas"  |                                                              |
| 1974 |                                                              | Eisaku Satō (1901–1975)                                                    | Japão                                                        | "Primeiro-ministro do Japão," "por sua renúncia da opção nuclear para o Japão e seus esforços para promover uma reconciliação regional" |                                                              |
| 1975 |                                                              | Andrei Sakharov (1921–1989)                                                | União Soviética                                              | "[Por sua] luta pelos direitos humanos, pelo desarmamento, e pela cooperação entre todas as nações" |                                                              |
| 1976 |                                                              | Betty Williams (1943–)                                                     | Reino Unido                                                  | "Fundador[as] do Movimento pela Paz na Irlanda do Norte (posteriormente renomeado Comunidade Gente de Paz)" |                                                              |
| 1976 | Mairead Corrigan (1944–)                                     |                                                                            | Reino Unido                                                  | "Fundador[as] do Movimento pela Paz na Irlanda do Norte (posteriormente renomeado Comunidade Gente de Paz)" |                                                              |
| 1977 |                                                              | Anistia Internacional (1961–)                                              | Reino Unido                                                  | "[Por] proteger os direitos humanos dos prisioneiros de consciência." |                                                              |
| 1978 |                                                              | Anwar Al Sadat (1918–1981)                                                 | Egito                                                        | "Pelo Acordo de Camp David, que promoveu uma paz negociada entre Egito e Israel." |                                                              |
| 1978 |                                                              | Menachem Begin (1913–1992)                                                 | Israel · Polônia ·                                           | "Pelo Acordo de Camp David, que promoveu uma paz negociada entre Egito e Israel." |                                                              |
| 1979 |                                                              | Madre Teresa de Calcutá (1910–1997)                                        | Índia ·                                                      | "Fundadora da Missionárias da Caridade." |                                                              |
| 1980 |                                                              | Adolfo Pérez Esquivel (1931–)                                              | Argentina                                                    | "Líder dos direitos humanos;" "fundou organizações de direitos humanos não violentas para combater a junta militar que governava seu país (Argentina)." |                                                              |
| 1981 |                                                              | Gabinete do Alto Comissariado das Nações Unidas para os Refugiados (1951–) | Planeta Terra (Nações Unidas)                                | "Uma organização internacional de assistência fundada pela ONU em 1951" |                                                              |
| 1982 |                                                              | Alva Myrdal (1902–1986)                                                    | Suécia                                                       | "[por] seus trabalhos magníficos nas negociações de desarmamento das Nações Unidas, nas quais ambas tiveram papel crucial e ganharam reconhecimento internacional" |                                                              |
| 1982 |                                                              | Alfonso García Robles (1911–1991)                                          | México                                                       | "[por] seus trabalhos magníficos nas negociações de desarmamento das Nações Unidas, nas quais ambas tiveram papel crucial e ganharam reconhecimento internacional" |                                                              |
| 1983 |                                                              | Lech Wałęsa (1943–)                                                        | Polônia                                                      | "Fundador do Solidarność; ativista por direitos humanos" |                                                              |
| 1984 |                                                              | Desmond Tutu (1931–2021)                                                   | África do Sul                                                | "como uma figura líder unificadora na campanha para resolver o problema do apartheid na África do Sul. (...) Pela atribuição do Prêmio da Paz deste ano, o Comitê gostaria de direcionar a atenção à luta não violenta pela libertação a qual Desmond Tutu pertence, uma luta na qual sul-africanos negros e brancos se unem para tirar seu país do conflito e da crise."                  |                                                              |
| 1985 |                                                              | Médicos Internacionais para a Prevenção da Guerra Nuclear (1980–)          | Estados Unidos                                               | Por "criar uma consciência das consequências catastróficas da guerra atômica. O comitê acredita que isto, por sua vez, contribui para um aumento na pressão da oposição pública à proliferação de armas atômicas e para uma redefinição de prioridades, com maior atenção sendo dada à saúde e a outras questões humanitárias."                                                            |                                                              |
| 1986 |                                                              | Elie Wiesel (1928–2016)                                                    | Estados Unidos ·                                             | "Presidente da "The President's Commission on the Holocaust"" |                                                              |
| 1987 |                                                              | Óscar Arias (1940–)                                                        | Costa Rica                                                   | "por seu trabalho pela paz na América Central, esforços que levaram ao acordo assinado na Guatemala em 7 de agosto deste ano" |                                                              |
| 1988 |                                                              | Forças de manutenção da paz das Nações Unidas (1948–)                      | Estados Unidos                                               | "[por] seus esforços [que] fizeram importantes contribuições para a realização de um dos princípios fundamentais das Nações Unidas" |                                                              |
| 1989 |                                                              | Tenzin Gyatso, 14º Dalai Lama (1935–)                                      | Índia ·                                                      | "Em sua luta pela libertação do Tibete, consistentemente opôs-se ao uso de violência. Em vez disso, defendeu soluções pacíficas baseadas na tolerância e respeito mútuo, a fim de preservar a herança histórica e cutural de seu povo." |                                                              |
| 1990 |                                                              | Mikhail Gorbachev (1931–2022)                                              | União Soviética                                              | Secretário-geral do Partido Comunista da União Soviética e Presidente da União Soviética, "por seu papel de liderança no processo de paz que hoje caracteriza partes importantes da comunidade internacional" |                                                              |
| 1991 |                                                              | Aung San Suu Kyi (1945–)                                                   | Myanmar                                                      | "por sua luta não violenta pela democracia e direitos humanos" |                                                              |
| 1992 |                                                              | Rigoberta Menchú (1959–)                                                   | Guatemala                                                    | "por seu trabalho por justiça social e reconciliação étnico-cultural baseada no respeito pelos direitos dos povos indígenas" |                                                              |
| 1993 |                                                              | Nelson Mandela (1918–2013)                                                 | África do Sul                                                | "por seus trabalhos pelo término pacífico do regime do apartheid, e por lançar as bases para uma nova África do Sul democrática" |                                                              |
| 1993 | Frederik Willem de Klerk (1936–2021)                         |                                                                            | África do Sul                                                | "por seus trabalhos pelo término pacífico do regime do apartheid, e por lançar as bases para uma nova África do Sul democrática" |                                                              |
| 1994 |                                                              | Yasser Arafat (1929–2004)                                                  | Palestina ·                                                  | "[por] honrarem um ato político que clamava por grande coragem em ambos os lados, e que abriu oportunidades para um novo desenvolvimento em direção à fraternidade no Oriente Médio." |                                                              |
| 1994 |                                                              | Yitzhak Rabin (1922–1995)                                                  | Israel ·                                                     | "[por] honrarem um ato político que clamava por grande coragem em ambos os lados, e que abriu oportunidades para um novo desenvolvimento em direção à fraternidade no Oriente Médio." |                                                              |
| 1994 | Shimon Peres (1923–2016)                                     |                                                                            | Israel ·                                                     | "[por] honrarem um ato político que clamava por grande coragem em ambos os lados, e que abriu oportunidades para um novo desenvolvimento em direção à fraternidade no Oriente Médio." |                                                              |
| 1995 |                                                              | Józef Rotblat (1908–2005)                                                  | Reino Unido · Polônia                                        | "por seus esforços para diminuir o papel desempenhado pelas armas nucleares em política internacional e, a longo prazo, para eliminar tais armas" |                                                              |
| 1995 |                                                              | Conferências Pugwash sobre Ciência e Negócios Mundiais (1957–)             | Canadá                                                       | "por seus esforços para diminuir o papel desempenhado pelas armas nucleares em política internacional e, a longo prazo, para eliminar tais armas" |                                                              |
| 1996 |                                                              | Carlos Filipe Ximenes Belo (1948–)                                         | Timor-Leste ·                                                | "por seus trabalhos em direção a uma solução justa e pacífica para o conflito no Timor-Leste." |                                                              |
| 1996 | José Ramos-Horta (1949–)                                     |                                                                            | Timor-Leste ·                                                | "por seus trabalhos em direção a uma solução justa e pacífica para o conflito no Timor-Leste." |                                                              |
| 1997 |                                                              | Campanha Internacional para a Eliminação de Minas (1992–)                  | Suíça                                                        | "por seu trabalho pela proibição e limpeza de minas antipessoais" |                                                              |
| 1997 |                                                              | Jody Williams (1950–)                                                      | Estados Unidos                                               | "por seu trabalho pela proibição e limpeza de minas antipessoais" |                                                              |
| 1998 |                                                              | John Hume (1937–2020)                                                      | Irlanda                                                      | "por seu esforço para encontrar uma solução pacífica para o conflito na Irlanda do Norte" |                                                              |
| 1998 |                                                              | David Trimble (1944–)                                                      | Reino Unido                                                  | "por seu esforço para encontrar uma solução pacífica para o conflito na Irlanda do Norte" |                                                              |
| 1999 |                                                              | Médicos sem Fronteiras (1971–)                                             | Suíça                                                        | "em reconhecimento do trabalho humanitário pioneiro da organização em vários continentes" |                                                              |
| 2000 |                                                              | Kim Dae-jung (1924–2009)                                                   | Coreia do Sul                                                | "por seu trabalho pela democracia e pelos direitos humanos na Coreia do Sul e no Leste Asiático em geral, e pela paz e reconcilização com a Coreia do Norte em especial" |                                                              |
| 2001 |                                                              | Organização das Nações Unidas (1945–)                                      | Planeta Terra (Nações Unidas)                                | "por seu trabalho por um mundo melhor organizado e mais pacífico" |                                                              |
| 2001 |                                                              | Kofi Annan (1938–2018)                                                     | Gana                                                         | "por seu trabalho por um mundo melhor organizado e mais pacífico" |                                                              |
| 2002 |                                                              | Jimmy Carter (1924–2024)                                                   | Estados Unidos                                               | "por suas décadas de esforços incansáveis para encontrar soluções pacíficas para conflitos internacionais, em prol da democracia e dos direitos humanos, e promover desenvolvimento econômico e social" |                                                              |
| 2003 |                                                              | Shirin Ebadi (1947–)                                                       | Irã                                                          | "por seus esforços pela democracia e os direitos humanos. Concentrou-se especialmente na luta pelos direitos das mulheres e das crianças." |                                                              |
| 2004 |                                                              | Wangari Maathai (1940–2011)                                                | Quênia                                                       | "por sua contribuição para o desenvolvimento sustentável, a democracia e a paz" |                                                              |
| 2005 |                                                              | Agência Internacional de Energia Atômica (1957–)                           | Planeta Terra (Nações Unidas)                                | "por seus esforços para prevenir o uso de energia nuclear com propósitos militares e para garantir que a energia nuclear para fins pacíficos seja usada da maneira mais segura possível" |                                                              |
| 2005 |                                                              | Mohamed ElBaradei (1942–)                                                  | Egito                                                        | "por seus esforços para prevenir o uso de energia nuclear com propósitos militares e para garantir que a energia nuclear para fins pacíficos seja usada da maneira mais segura possível" |                                                              |
| 2006 |                                                              | Muhammad Yunus (1940–)                                                     | Bangladesh                                                   | "por promover oportunidades econômicas e sociais para os mais pobres, especialmente as mulheres, por seu trabalho pioneiro de microcrédito" |                                                              |
| 2006 | Grameen Bank (1983–)                                         |                                                                            | Bangladesh                                                   | "por promover oportunidades econômicas e sociais para os mais pobres, especialmente as mulheres, por seu trabalho pioneiro de microcrédito" |                                                              |
| 2007 |                                                              | Painel Intergovernamental sobre Mudanças Climáticas (1988–)                | Planeta Terra (Nações Unidas)                                | "por seus esforços para construir e disseminar conhecimento sobre mudanças climáticas provocadas pelo homem, e por estabelecer as bases para as medidas necessárias para reagir sobre tais mudanças" |                                                              |
| 2007 |                                                              | Al Gore (1948–)                                                            | Estados Unidos                                               | "por seus esforços para construir e disseminar conhecimento sobre mudanças climáticas provocadas pelo homem, e por estabelecer as bases para as medidas necessárias para reagir sobre tais mudanças" |                                                              |
| 2008 |                                                              | Martti Ahtisaari (1937–)                                                   | Finlândia                                                    | "por seus esforços em diversos continentes e por mais de três décadas, para resolver conflitos internacionais" |                                                              |
| 2009 |                                                              | Barack Obama (1961–)                                                       | Estados Unidos                                               | "por seus esforços extraordinários para fortalecer a diplomacia internacional e a cooperação entre os povos." |                                                              |
| 2010 |                                                              | Liu Xiaobo (1955–2017)                                                     | China                                                        | "pela sua longa não violenta luta por direitos humanos fundamentais na China" |                                                              |
| 2011 |                                                              | Ellen Johnson Sirleaf (1938–)                                              | Libéria                                                      | "pela sua luta não violenta pela segurança de mulheres e pelos direitos das mulheres de sua plena participação no trabalho de construção da paz" |                                                              |
| 2011 | Leymah Gbowee (1972–)                                        |                                                                            | Libéria                                                      | "pela sua luta não violenta pela segurança de mulheres e pelos direitos das mulheres de sua plena participação no trabalho de construção da paz" |                                                              |
| 2011 |                                                              | Tawakel Karman (1979–)                                                     | Iêmen                                                        | "pela sua luta não violenta pela segurança de mulheres e pelos direitos das mulheres de sua plena participação no trabalho de construção da paz" |                                                              |
| 2012 |                                                              | União Europeia (1992–)                                                     | União Europeia                                               | "por mais de seis décadas contribuiu para o avanço da paz e reconciliação, democracia e direitos humanos na Europa." |                                                              |
| 2013 |                                                              | Organização para a Proibição de Armas Químicas (1997–)                     | Países Baixos                                                | "por seus vastos esforços em eliminar armas químicas." |                                                              |
| 2014 |                                                              | Kailash Satyarthi (1954–)                                                  | Índia                                                        | "por sua luta contra a repressão de crianças e jovens e pelo direito de todas as crianças à educação" |                                                              |
| 2014 |                                                              | Malala Yousafzai (1997–)                                                   | Paquistão                                                    | "por sua luta contra a repressão de crianças e jovens e pelo direito de todas as crianças à educação" |                                                              |
| 2015 |                                                              | Quarteto para o Diálogo Nacional da Tunísia (2013–)                        | Tunísia                                                      | "por sua contribuição decisiva para a construção de uma democracia pluralista na Tunísia na sequência da Revolução de Jasmim de 2011" |                                                              |
| 2016 |                                                              | Juan Manuel Santos (1951–)                                                 | Colômbia                                                     | "por seus esforços resolutos para trazer a guerra civil de mais de 50 anos do país a um fim, uma guerra que custou a vida de, pelo menos, 220 000 colombianos e deslocou cerca de seis milhões de pessoas" |                                                              |
| 2017 |                                                              | Campanha Internacional para a Abolição de Armas Nucleares (2007–)          | Suíça                                                        | "por seu trabalho em chamar a atenção para as consequências humanitárias catastróficas de qualquer uso de armas nucleares e por seus esforços inovadores para se chegar a uma proibição, baseada em tratado, de tais armas" |                                                              |
| 2018 |                                                              | Denis Mukwege (1955–)                                                      | República Democrática do Congo                               | "por seus esforços pelo fim do uso da violência sexual como uma arma de guerra e de conflito armado" |                                                              |
| 2018 |                                                              | Nadia Murad (1993–)                                                        | Iraque                                                       | "por seus esforços pelo fim do uso da violência sexual como uma arma de guerra e de conflito armado" |                                                              |
| 2019 |                                                              | Abiy Ahmed Ali (1976–)                                                     | Etiópia                                                      | "Por passar vários meses a tentar alcançar a amnistia do país, acabando com a censura dos meios de comunicação, promovendo a paz social, e aumentando a importância das mulheres na comunidade da Etiópia." |                                                              |
| 2020 |                                                              | Programa Alimentar Mundial (1961–)                                         | Planeta Terra (Nações Unidas)                                | "Pelos seus esforços no combate à fome, pelo seu contributo para melhorar as condições pela paz em zonas atingidas por conflitos e por agir como uma força motriz nos esforços para prevenir o uso da fome como uma arma de guerra e de conflito" |                                                              |
| 2021 |                                                              | Maria Ressa (1963–)                                                        | Filipinas                                                    | "por seus esforços para salvaguardar a liberdade de expressão, que é uma pré-condição para a democracia e uma paz duradoura". |                                                              |
| 2021 |                                                              | Dmitry Muratov (1961–)                                                     | Rússia                                                       | "por seus esforços para salvaguardar a liberdade de expressão, que é uma pré-condição para a democracia e uma paz duradoura". |                                                              |
| 2022 |                                                              | Ales Bialiatski (1962–)                                                    | Bielorrússia                                                 | "Por muitos anos, eles promoveram o direito de criticar o poder e proteger os direitos fundamentais dos cidadãos. Eles fizeram um esforço notável para documentar crimes de guerra, abusos dos direitos humanos e abuso de poder. Juntos, eles demonstram o significado da sociedade civil para a paz e a democracia".                                                                     |                                                              |
| 2022 |                                                              | Memorial (1989–)                                                           | Rússia                                                       | "Por muitos anos, eles promoveram o direito de criticar o poder e proteger os direitos fundamentais dos cidadãos. Eles fizeram um esforço notável para documentar crimes de guerra, abusos dos direitos humanos e abuso de poder. Juntos, eles demonstram o significado da sociedade civil para a paz e a democracia".                                                                     |                                                              |
| 2022 |                                                              | Centro de Liberdades Civis (2007–)                                         | Ucrânia                                                      | "Por muitos anos, eles promoveram o direito de criticar o poder e proteger os direitos fundamentais dos cidadãos. Eles fizeram um esforço notável para documentar crimes de guerra, abusos dos direitos humanos e abuso de poder. Juntos, eles demonstram o significado da sociedade civil para a paz e a democracia".                                                                     |                                                              |
| 2023 |                                                              | Narges Mohammadi (1972–)                                                   | Irã                                                          | "pela sua luta contra a opressão das mulheres no Irã e pela sua luta para promover os direitos humanos e a liberdade para todos". |                                                              |
| 2024 |                                                              | Nihon Hidankyō (1956–)                                                     | Japão                                                        | "pelos seus esforços para alcançar um mundo livre de armas nucleares e por demonstrar através de depoimentos de testemunhas que as armas nucleares nunca devem ser usadas novamente". |                                                              |

### Por país
A lista abaixo refere-se às nacionalidades dos 111 indivíduos laureados à época da concessão do prêmio. Menachem Begin e Józef Rotblat tinham dupla nacionalidade à época em que receberam o Nobel, aparecendo, portanto, duas vezes na lista seguinte.
| #  | País                           | Qtd. | Laureados (ano do prêmio) |
| -- | ------------------------------ | ---- | --- |
| 1  | Estados Unidos                 | 22   | Roosevelt (1906), Root (1912), Wilson (1919), Dawes (1925), Kellogg (1929), Addams (1931), Butler (1931), Hull (1945), Balch (1946), Mott (1946), Orr (1949), Bunche (1950), Marshall (1953), Pauling (1962), Luther King Jr. (1964), Borlaug (1970), Kissinger (1973), Wiesel (1986), Williams (1997), Carter (2002), Gore (2007), Obama (2009) |
| 2  | Reino Unido                    | 10   | Cremer (1903), Chamberlain (1925), Angell (1933), Henderson (1934), Cecil (1937), Noel-Baker (1959), Williams (1976), Corrigan (1976), Rotblat (1995), Trimble (1998) |
| 3  | França                         | 9    | Passy (1901), Renault (1907), de Constant (1909), Bourgeois (1920), Briand (1926), Buisson (1927), Jouhaux (1951), Schweitzer (1952), Cassin (1968) |
| 4  | Suécia                         | 5    | Arnoldson (1908), Branting (1921), Söderblom (1930), Hammarskjöld (1961), Myrdal (1982) |
| 5  | África do Sul                  | 4    | Lutuli (1960), Tutu (1984), Mandela (1993), de Klerk (1993) |
| 5  | Alemanha                       | 4    | Stresemann (1926), Quidde (1927), von Ossietzky (1935), Brandt (1971) |
| 7  | Bélgica                        | 3    | Beernaert (1909), La Fontaine (1913), Pire (1958) |
| 7  | Índia                          | 3    | Madre Teresa (1979), Gyatso (1989), Satyarthi (2014) |
| 7  | Israel                         | 3    | Begin (1978), Rabin (1994), Peres (1994) |
| 7  | Polônia                        | 3    | Begin (1978), Wałęsa (1983), Rotblat (1995) |
| 7  | Suíça                          | 3    | Dunant (1901), Ducommun (1902), Gobat (1902) |
| 12 | Argentina                      | 2    | Lamas (1936), Esquivel (1980) |
| 12 | Áustria-Hungria                | 2    | von Suttner (1905), Fried (1911) |
| 12 | Egito                          | 2    | Al Sadat (1978), ElBaradei (2005) |
| 12 | Timor-Leste                    | 2    | Belo (1996), Ramos-Horta (1996) |
| 12 | Irlanda                        | 2    | MacBride (1974), Hume (1998) |
| 12 | Libéria                        | 2    | Sirleaf (2011), Gbowee (2011) |
| 12 | Noruega                        | 2    | Lange (1921), Nansen (1922) |
| 12 | União Soviética                | 2    | Sakharov (1975), Gorbachev (1990) |
| 12 | Irão                           | 2    | Ebadi (2003), Narges Mohammadi (2023) |
| 23 | Bangladesh                     | 1    | Yunus (2006) |
| 23 | Bielorrússia                   | 1    | Bialiatski (2022) |
| 23 | Birmânia                       | 1    | Suu Kyi (1991) |
| 23 | Canadá                         | 1    | Pearson (1957) |
| 23 | Colômbia                       | 1    | Santos (2016) |
| 23 | República Democrática do Congo | 1    | Mukwege (2018) |
| 23 | Coreia do Sul                  | 1    | Dae-jung (2000) |
| 23 | Costa Rica                     | 1    | Arias (1987) |
| 23 | Dinamarca                      | 1    | Bajer (1908) |
| 23 | Etiópia                        | 1    | Ali (2019) |
| 23 | Filipinas                      | 1    | Ressa (2021) |
| 23 | Finlândia                      | 1    | Ahtisaari (2008) |
| 23 | Gana                           | 1    | Annan (2001) |
| 23 | Guatemala                      | 1    | Menchú (1992) |
| 23 | Iêmen                          | 1    | Karman (2011) |
| 23 | Itália                         | 1    | Moneta (1907) |
| 23 | Iraque                         | 1    | Murad (2018) |
| 23 | Japão                          | 1    | Satō (1974) |
| 23 | México                         | 1    | Robles (1982) |
| 23 | Países Baixos                  | 1    | Asser (1911) |
| 23 | Palestina                      | 1    | Arafat (1994) |
| 23 | Paquistão                      | 1    | Yousafzai (2014) |
| 23 | Quênia                         | 1    | Maathai (2004) |
| 23 | Rússia                         | 1    | Muratov (2021) |
| 23 | Vietnã do Norte                | 1    | Thọ (1973) |

Instituições
A lista abaixo refere-se à localização da sede das 28 instituições laureadas à época da concessão do prêmio. Uma delas era associada à Liga das Nações, enquanto seis são associadas à Organização das Nações Unidas (além da própria ONU também ter recebido o prêmio).
| #  | Sede           | Qtd. | Laureados (ano do prêmio)                                                       |
| -- | -------------- | ---- | ------------------------------------------------------------------------------- |
| 1  | Suíça          | 10   | Gabinete Internacional Permanente para a Paz (1910)                             |
| 1  | Suíça          | 10   | Comitê Internacional da Cruz Vermelha (1917, 1944, 1963)                        |
| 1  | Suíça          | 10   | Comitê Internacional Nansen para os Refugiados (1938)                           |
| 1  | Suíça          | 10   | Gabinete do Alto Comissariado das Nações Unidas para os Refugiados (1954, 1981) |
| 1  | Suíça          | 10   | Liga das Sociedades da Cruz Vermelha (1963)                                     |
| 1  | Suíça          | 10   | Organização Internacional do Trabalho (1969)                                    |
| 1  | Suíça          | 10   | Campanha Internacional para a Eliminação de Minas (1997)                        |
| 1  | Suíça          | 10   | Médicos sem Fronteiras (1998)                                                   |
| 1  | Suíça          | 10   | Painel Intergovernamental sobre Mudanças Climáticas (2007)                      |
| 1  | Suíça          | 10   | Campanha Internacional para a Abolição de Armas Nucleares (2017)                |
| 11 | Estados Unidos | 5    | Comitê Americano da Sociedade dos Amigos (1947)                                 |
| 11 | Estados Unidos | 5    | Fundo das Nações Unidas para a Infância (1965)                                  |
| 11 | Estados Unidos | 5    | Médicos Internacionais para a Prevenção da Guerra Nuclear (1985)                |
| 11 | Estados Unidos | 5    | Forças de manutenção da paz das Nações Unidas (1988)                            |
| 11 | Estados Unidos | 5    | Organização das Nações Unidas (2001)                                            |
| 16 | Bélgica        | 2    | Instituto de Direito Internacional (1904)                                       |
| 16 | Bélgica        | 2    | União Europeia (2012)                                                           |
| 16 | Reino Unido    | 2    | Conselho da Sociedade dos Amigos (1947)                                         |
| 16 | Reino Unido    | 2    | Anistia Internacional (1977)                                                    |
| 20 | Áustria        | 1    | Agência Internacional de Energia Atômica (2005)                                 |
| 20 | Canadá         | 1    | Conferências Pugwash sobre Ciência e Negócios Mundiais (1995)                   |
| 20 | Países Baixos  | 1    | Organização para a Proibição de Armas Químicas (2013)                           |
| 20 | Tunísia        | 1    | Quarteto para o Diálogo Nacional da Tunísia (2015)                              |
| 20 | Itália         | 1    | Programa Alimentar Mundial (2020)                                               |
| 20 | Rússia         | 1    | Memorial (2022)                                                                 |
| 20 | Ucrânia        | 1    | Centro de Liberdades Civis (2022)                                               |
| 20 | Japão          | 1    | Nihon Hidankyō (2024)                                                           |

### Por sexo
Os 111 indivíduos laureados de 1901 a 2024 foram dos seguintes sexos:
| Década | Homens | Homens | Mulheres | Mulheres | Total |
| Década | Qtd.   | Porc.  | Qtd.     | Porc.    | Total |
| ------ | ------ | ------ | -------- | -------- | ----- |
| 1900   | 12     | 92,3%  | 1        | 7,7%     | 13    |
| 1910   | 5      | 100%   | 0        | 0%       | 5     |
| 1920   | 11     | 100%   | 0        | 0%       | 11    |
| 1930   | 7      | 87,5%  | 1        | 12,5%    | 8     |
| 1940   | 3      | 75%    | 1        | 25%      | 4     |
| 1950   | 7      | 100%   | 0        | 0%       | 7     |
| 1960   | 5      | 100%   | 0        | 0%       | 5     |
| 1970   | 9      | 75%    | 3        | 25%      | 12    |
| 1980   | 7      | 87,5%  | 1        | 12,5%    | 8     |
| 1990   | 11     | 78,6%  | 3        | 21,4%    | 14    |
| 2000   | 8      | 80%    | 2        | 20%      | 10    |
| 2010   | 5      | 50%    | 5        | 50%      | 10    |
| 2020   | 2      | 50%    | 2        | 50%      | 4     |
| Total  | 92     | 82,9%  | 19       | 17,1%    | 111   |